# Санниковское сельское поселение (Хабаровский край)
Са́нниковское се́льское поселе́ние — сельское поселение в Ульчском районе Хабаровского края. Административный центр - село Большие Санники, также включает в себя село Тулинское.

## Население
| 2010 | 2011 | 2012 | 2013 | 2014 | 2015 | 2016 |
| ---- | ---- | ---- | ---- | ---- | ---- | ---- |
| 392  | ↘390 | ↘381 | ↘358 | ↘346 | ↘331 | ↗332 |
| 2017 | 2018 | 2020 | 2021 |      |      |      |
| ↘317 | ↘303 | ↘289 | ↘244 |      |      |      |